# رام (ممثل)
رام هو ممثل هندي، ولد في 15 مايو 1988 بحيدر آباد في الهند.

## أعمال

### أفلام
- (2006) ديفاداسو

## وصلات خارجية
- رام على موقع IMDb (الإنجليزية)
- رام على موقع ميوزك برينز (الإنجليزية)
- رام على موقع قاعدة بيانات الفيلم (الإنجليزية)